# Гаврилик Петро Михайлович
Гаврилик Петро Михайлович (Псевдо: Верховинець, Крук, Шістка; 1921, с. Стрільбичі, Старосамбірський район, Львівська область — 26 листопада 1949, в околиці сіл Райнова та Гуманець, Старосамбірський район, Львівська область) — лицар Срібного хреста заслуги УПА.

## Життєпис
Закінчив народну школу в рідному селі та 3 курси учительської семінарії. Член ОУН із 1940 р. Працював у фінансовому відділі УЦК. 
Організаційний референт Старосамбірського міського проводу ОУН (1943), референт пропаганди Старосамбірського районного проводу ОУН (12.1944-09.1945), тимчасово виконував обов'язки референта пропаганди Стрілківського районного проводу ОУН (І пол. 1945 р.).
Референт пропаганди (1946-11.1949) та одночасно виконувач обов'язків керівника (03.-06.1949) Самбірського надрайонного проводу ОУН. 

## Нагороди
- Згідно з Наказом Головного військового штабу УПА ч. 2/51 від 20.10.1951 р. керівник Самбірського надрайонного проводу ОУН Петро Гаврилик – «Верховинець» нагороджений Срібним хрестом заслуги УПА.

## Вшанування пам'яті
- 29.01.2018 р. від імені Координаційної ради з вшанування пам’яті нагороджених Лицарів ОУН і УПА у м. Старий Самбір Львівської обл. Срібний хрест заслуги УПА (№ 037) переданий Іванові Височанському, племіннику Петра Гаврилика – «Верховинця».